# Medalla del Servei General a l'Índia (1909)
La Medalla del Servei General de l'Índia (anglès: Indian General Service Medal - 1909 IGSM) va ser una medalla de campanya aprovada l'1 de gener de 1909, per lliurar-la als oficials i homes dels exèrcits britànic i indi. A partir de 1919, també va ser atorgat a oficials i homes de la Royal Air Force, amb el fermall de Waziristan 1925 concedit únicament a la RAF.

## Fermalls
[ editar ]
La Medalla del Servei General de l'Índia de 1909 va ser atorgat per a diverses campanyes militars menors a l'Índia des de 1908 fins a 1935. Cada campanya estava representada per un fermall a la cinta. En total, se'n van sancionar 12.
- Frontera del nord-oest 1908
- Abor 1911–12
- Frontera Nord-Occidental d'Afganistan 1919
- Mahsud 1919–20
- Waziristan 1919–21
- Malabar 1921–22
- Waziristan 1921–24
- Waziristan 1925
- Frontera del nord-oest 1930–31
- Birmània 1930–32
- Mohmand 1933
- Frontera del nord-oest 1935

## Descripció
La medalla fa 36 mil·límetres (1,4 polzades) de diàmetre. Va ser encunyada tant a les Cases de la Moneda de Calcuta com a Londres, per a les forces índies i britàniques respectivament. Per a les primeres campanyes es va atorgar en plata als combatents i en bronze als portadors i criats nadius. A partir de 1919 tots els guardons van ser de plata.
L'anvers mostra el monarca regnant mirant a l'esquerra amb una inscripció adequada. Hi ha tres versions:

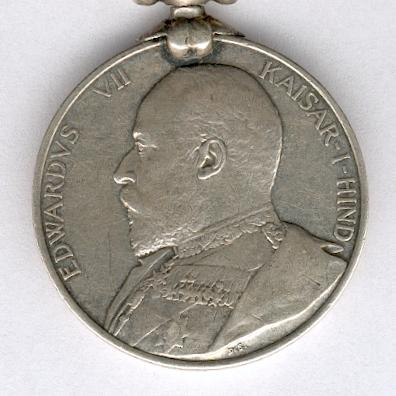
Rei Eduard VII 1908–10 EDWARDVS VII KAISAR-I-HIND
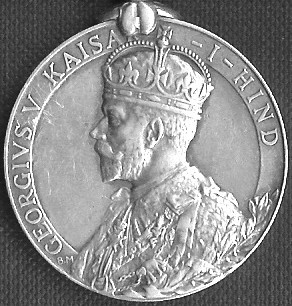
Rei Jordi V 1911–25 GEORGIVS V KAISAR-I-HIND
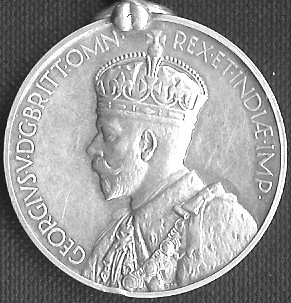
Rei Jordi V 1930–35 GEORGIVS V DG BRITT OMN REX ET INDIAE IMP

El revers representa el fort de Jamrud al pas de Khyber amb la paraula "Índia" a sota entre una corona de roure i branques d'olivera.
La cinta, d'1,25 polzades (32 mm) d'ample, era verda amb una franja central blava ampla. A partir de 1920, els esmentats en els despatxos d'una campanya per a la qual es va atorgar la medalla podien portar una fulla de roure de bronze a la cinta de la medalla.
El nom i les dades del destinatari estaven gravats o impresos a la vora de la medalla.

## Waziristan 1925
La Medalla amb el fermall de Waziristan 1925 només es va atorgar a 46 oficials i 214 homes de la Royal Air Force, i 2 oficials de l'exèrcit indi, que van participar a la Guerra de Pink. És, amb diferència, el fermall més rar que s'oferí amb una medalla del servei general de l'Índia, amb l'excepció de només 14 fermalls "Birmania 1930-32", concedits a la Royal Air Force, i només es va concedir després que l'aleshores cap de l'estat major de l'aire , Sir John Salmond, aconseguís anul·lar la decisió de l'Oficina de Guerra de no concedir una distinció per la Guerra de Pink. El fermall "Waziristan 1925" no va ser concedit al personal de la Royal Air Force, que ja tenia, o va triar tenir, el fermall "Waziristan 1921-24".